# Santa Cruz de Carretas
Santa Cruz de Carretas är en ort i Mexiko.   Den ligger i kommunen Catorce och delstaten San Luis Potosí, i den centrala delen av landet, 500 km norr om huvudstaden Mexico City. Santa Cruz de Carretas ligger 1 997 meter över havet och antalet invånare är 236.
Terrängen runt Santa Cruz de Carretas är kuperad österut, men västerut är den platt. Terrängen runt Santa Cruz de Carretas sluttar brant västerut. Runt Santa Cruz de Carretas är det mycket glesbefolkat, med 4 invånare per kvadratkilometer. Närmaste större samhälle är Real de Catorce, 5,5 km öster om Santa Cruz de Carretas. Omgivningarna runt Santa Cruz de Carretas är i huvudsak ett öppet busklandskap.